# Dolmen da Pedra de Anta
El Dolmen da Pedra de Anta de Malhada Sorda o Casal da Pedra de Anta forma part del Patrimoni Arqueològic portugués classificat com a Immoble d'Interés Públic, en el Diário da República de 8 d'octubre del 2015.
Es troba a la freguesia de Malhada Sorda, municipi d'Almeida, districte de Guarda.(1)

## Descripció
És a 2,5 km al sud-oest de Malhada Sorda. És una construcció destinada a túmul col·lectiu, de grups socialment estructurats.
Es va alçar durant el període neoeneolític d'aquesta regió actualment portuguesa, dalt la ribera de Tourões, un exemplar megalític designat Dolmen da Pedra de Anta de Malhada Sorda i consta de tres lloses granítiques, amb una altura màxima d'aproximadament dos metres i mig, que compondrien en l'origen la cambra funerària, tots aparentment in situ, així com la primitiva llosa de cobertura, o "barret".
No s'han identificat fins ara vestigis de corredor, i pocs atribuïbles a la mámoa que després de construït cobriria tot el monument. És possible que aquesta absència es dega a l'explotació de tungsté, llavors realitzada a la zona. Sembla que algunes lloses amprades del conjunt megalític s'utilitzaren en la construcció d'unes cases (hui abandonades) situades a prop del monument.
La major singularitat del monument rau en l'existència de motius gravats a la superfície de la part superior dreta d'una de les lloses, on predominen elements reticulats i alguns cercles. No obstant això, per no ser comú decorar exteriorment els monuments funeraris megalítics, es qüestiona la contemporaneïtat de tot el conjunt.
Malgrat que el 23 de març del 2000 es publicà l'homologació de la classificació del dolmen com a Immoble d'Interés Públic, per la Secretaria d'Estat de la Cultura, aquesta només se'n feu efectiva el 8 d'octubre del 2015, per ordenança.(2)

## Llegenda de la pedra del dolmen
Conten els residents que, en temps remots, duien els seus familiars ancians, quan en preveien la mort, entre els camins que envoltaven l'actual llogaret de Malhada Sorda. Durant el recorregut, els ancians anaven contant la història de la seua vida a les persones que per allí anaven passant. En morir, els duien a la Pedra del dolmen.
Una vegada, quan un fill es preparava per dur el pare pel camí per tal de complir amb la tradició, l'embolicà en una manta. Aquest, sabent el que l'esperava, esquinçà la manta i en donà meitat al fill, recomanant-li que la guardàs, perquè un dia li farien a ell el mateix. El fill, penedit, ja no va dur el pare a recórrer aquells camins abans de la mort, i així s'acabà aquest costum.(2)